# Prehistorie van Turkmenistan
De prehistorie van Turkmenistan omvat de voorgeschiedenis van het huidige Turkmenistan tot de eerste historische vermeldingen.

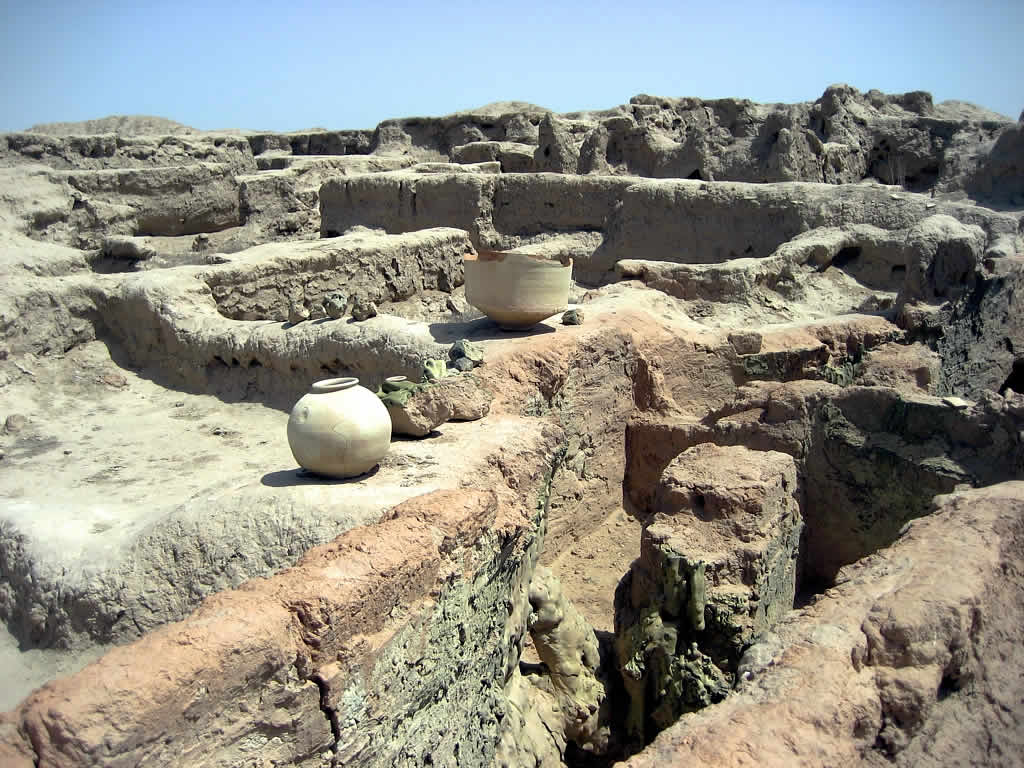
bronstijdnederzetting Goňur depe

## Paleolithicum
In het noordwesten van Turkmenistan, tussen de dorpen Jangadzha en Kara-Tengir, werden in 1949 archeologische verkenningen uitgevoerd door Aleksej Okladnikov. In de jaren 1950 deed hij de eerste vondsten, waarvan sommige tot het vroegpaleolithicum behoorden. Onder de stenen werktuigen waren choppers en punten. Een van de vondsten was een vuistbijl die gedateerd werd tot het late Acheuléen.   
In de buurt van Magdanly (provincie Lebap) werden sporen van neanderthalers uit het middenpaleolithicum gevonden. 

## Mesolithicum
Het begin van het mesolithicum (ongeveer 9500 tot 6000 v. Chr.) viel samen met het einde van de laatste ijstijd. In gebieden waar het ijs smolt, veranderde het geografische landschap, de fauna en flora snel. Het waterpeil steeg, ook dat van de Kaspische Zee, waardoor grote delen van het land onder water kwamen te staan. Door de overstroming, bekend als de Khvalinian of Kaspische transgressie, steeg het peil van de Kaspische Zee ruim 75 meter boven het huidige niveau.  
Naast de gemeenschappen van jagers en verzamelaars die aan de oevers van de Kaspische Zee leefden, zijn er ook sporen van oude stammengemeenschappen in de woestijnen en steppen te vinden in de diepten van het schiereiland Türkmenbaşy, in de Karakum, in Maňgyşlak en verder naar het noorden in de steppen van Kazachstan. Er zijn oude sites langs de rivier de Uzboý, die zich ononderbroken uitstrekken langs de benedenloop, van daaruit noordwaarts tot aan de benedenloop van de Amu Darja.  
Vanaf het mesolithicum zijn de nederzettingen veel duidelijker gedocumenteerd, vooral op de vindplaats Damdamçeşme in het Balkangebergte. Damdamçeşme bestaat uit drie rotsschuilplaatsen. De vondsten in Damdamçeşme variëren van het late mesolithicum tot het vroege neolithicum.   
Mesolithische artefacten van deze jager-verzamelaars- en visserscultuur werden ook gevonden in de Gaýly-grot, iets noordelijker gelegen nabij de Kaspische Zee op het Krasnovodsk-plateau, en op de vindplaats Hoja su aan de oostelijke oever van de Garabogazköl. In Hoja su lieten de voormalige vissers grote hoeveelheden steur achter. Daarnaast werden er graven met schelpen gevonden. De twee vindplaatsen vormen de noordelijke grens van het Kaspische mesolithicum. Waarschijnlijk werden de schuilplaatsen slechts seizoensgebonden bezocht.  
Andere grotten die teruggaan tot het mesolithicum omvatten de Jebelgrot nabij Balkanabat, Kesgirgulak, Hapasuw, de Depeçanak-grotten ten oosten van Garabogaz, de Garailim-grot en de Kelkör-, Aktam- en andere grotten in de lagere regionen van de Uzboý-vallei.  
Archeologische vondsten bevestigen dat mensen in het mesolithicum bezig waren met jagen, vissen en voedsel verzamelen. In de grotten gevonden graankafnaalden duiden erop dat het oogsten van wilde planten, voornamelijk granen, een belangrijke rol speelde. De talrijke vondsten van steur, paling, paling- en haringgraatresten in de mesolithische sites duiden op de ontwikkeling van de visserij. De belangrijkste pijler van het menselijk leven tijdens het mesolithicum was echter de jacht. Gazellen werden bejaagd, en er waren kleine aantallen kulans, oerossen en wilde katten. De skeletresten van geiten en schapen in Damdamçeşme II duiden erop dat de overgang naar het fokken van kleinvee in die tijd begon.  
Meer recent is in het oosten van het land, bij Magdanly in het district Lebap, een nederzetting uit het late mesolithicum gevonden.      

## Neolithicum
Tijdens het neolithicum was de landbouwcultuur wijdverbreid in de zuidelijke uitlopers van de Kopet Dag, langs bronnen die gebruikt konden worden voor natuurlijke irrigatie van het land. In het westen en noorden bleef een unieke cultuur van verzamelaars, vissers en herders bestaan. Op plekken waar de natuurlijke omstandigheden primitieve landbouw niet toelieten, stapten mensen over van de jacht en het verzamelen van voedsel op het domesticeren van dieren. 

### Zuid-Turkmenistan
Het klassieke neolithicum begon in het zuiden van Turkmenistan al in het 6e millennium v.Chr. met de Jeýtuncultuur, die de periferie van het archeologische complex van West-Azië vertegenwoordigde. Deze archeologische cultuur ontleent haar naam aan Jeýtun, de oudste neolithische nederzetting in het land. Sinds de jaren 1950 worden er opgravingen gedaan op de 0,7 ha grote nederzetting, ongeveer 25 km ten noorden van Asjchabat in de regio Kopet-Dag. Ze bestond uit ongeveer 30 huizen. Volgens David R. Harris waren er in deze regio geen wilde vormen van eenkoorn of gerst aanwezig. Hetzelfde geldt voor schapen. Ze moeten dus via het Zagrosgebergte uit de Levant zijn aangevoerd. De wilde vorm van de geit (bezoargeit, Capra aegagrus) was daarentegen ook wijdverbreid in Centraal-Azië en zou dus plaatselijk gedomesticeerd kunnen zijn.
Tijdens de opgravingen van de sites Jeýtun en Çopandepe werden sporen van gerstkorrels en botten van huisdieren gevonden, wat erop wijst dat de veeteelt zich gelijktijdig met de graanteelt ontwikkelde. De jacht speelde in deze periode nog een belangrijke rol. In de latere stadia van de Jeýtuncultuur begonnen huisdieren geleidelijk de economie te domineren. In deze periode speelden gepolijste stenen een belangrijke rol bij het maken van gereedschappen. Mensen maakten sikkels, ploegen en graandorsmachines van steen. De Jeýtun-mensen maakte aardewerken vaten en versierde deze met rechte en gebogen lijnen.
Tussen Gyzylarbat en de Mäne-Çäge-oase lagen talrijke dorpen die behoorden tot de Jeýtun-cultuur, zoals Çopandepe, Togalak depe, Bamy, Çagylly Depe en Monjukly Depe.
Paleoantropologische overblijfselen uit het neolithicum werden gevonden bij Çagylly Depe, Chakmaklydepe en Monjuklydepe in het onderste deel van de Tejen, Ovadandepe in de provincie Ahal, en Hapuzdepe aan de rechteroever van de Tejen.

### Noordwesten
In het noorden werden in grotten met meerdere cultuurlagen, zoals Jebel, Damdamçeşme en Gaýly, in de Kemal-depressie in Üstýurt, nabij de lagere Uzboý en ten noorden van het Balkangebergte, talrijke vondsten gedaan uit het neolithicum. In grotten bij de Kaspische Zee zijn fragmenten gevonden van roodkleurige, soms zwartkleurige, handgemaakte potten met gladde oppervlakken, die dateren uit een wat eerdere periode. Later begonnen in de bovenste lagen van de grotten fragmenten van fragiele, lichtgekleurde vaten te verschijnen. Deze fragmenten en vaten waren afkomstig uit landbouwgebieden waar zich lang voor die tijd een ontwikkelde cultuur had ontwikkeld. 
Op de sites Damdamçeşme 1, Damdamçeşme 2 en de Jebelgrot domineerden geometrische microlieten en micro-schrabbers. De mensen maakten al eenvoudig aardewerk maar gebruikten nog steeds stenen gereedschappen. 
Grote vuurstenen klingen, pijlpunten, fragmenten van aardewerken vaten, platte stenen voor het malen van graan.  Naast botten van wilde dieren als gazellen en vissen, bevonden zich onder de vondsten ook botten van tamme geiten. Dit duidt erop dat de mensen zich tijdens het neolithicum bezig hielden met jagen, verzamelen en vissen, maar ook veeteelt. Een aantal indicatoren brengen de Jebel-site dicht bij de Kelteminarcultuur, die meestal wordt geassocieerd met de voorouders van de Fins-Oegrische volkeren.
Als resultaat van archeologisch onderzoek dat in de jaren 1970 in het gebied van het Düýeboýun-reservoir werd uitgevoerd, werd in een plaats genaamd Tümmekkiçijik een begraafplaats uit het neolithicum ontdekt. Het hier gevonden aardewerk en de stenen werktuigen vertonen overeenkomsten met vondsten op de rechteroever van de Amu Darja, en werden in verband gebracht met de Kelteminarcultuur.

## Kopertijd
Aan het begin van de kopertijd was er de Anau-Namazgacultuur, vernoemd naar de sites Anau en Namazga-Depe. De cultuur strekte zich buiten Turkmenistan ver uit tot in Iran. Daarom wordt aangenomen dat groepen mogelijk vanuit Iran waren gemigreerd. Kenmerkend voor deze samenlevingen, die nog deels afhankelijk waren van de jacht waren, was naast het gebruik van koper met name beschilderd aardewerk en complexere bouwwerken dan tijdens de Jeýtuncultuur. 
De Zuid-Turkmeense kopertijd wordt op basis van de veranderingen in aardewerk onderverdeeld in drie fasen: Namazga I tot en met III. De eerste fase was in het 5e millennium, Namazga II in de eerste helft van de 4e millennium, Namazga III uiteindelijk eind 4e millennium v. Chr. Ook hier vormde Iran geen grens, zoals de daar gevonden vindplaatsen in de Atrak-regio en in de Gorgan-vlakte bewijzen.
De best onderzochte locatie is de Göksüýri-oase in de voormalige Tejen-delta, waar zich nederzettingen bevinden als Dašlydži-Tepe, Jalangač-Tepe of Göksüýri-Tepe 1, nederzettingsheuvels die duiden op een continuïteit over generaties heen. Tijdens fase Namazga I waren de huizen gebouwd uit luchtgedroogde leemsteen. De vierkante of rechthoekige huizen hadden meestal één of twee kamers, zelden meer. De veelal vrijstaande huizen waren door middel van muren verbonden met omheinde boerderijen. Dit eenvoudige type werd complexer in de Namazga II-fase. Zo werden er opslaggebouwen toegevoegd, evenals ronde huizen die op bastions leken. In Namazga III waren al wooncomplexen aanwezig, terwijl de individuele huizen, zoals zichtbaar waren in Kara-depe, vrijwel verdwenen waren. Soortgelijke huizen werden naast elkaar gebouwd, waardoor binnenplaatsen, smalle steegjes en kleine pleintjes ontstonden die de grotere complexen ruimtelijk van elkaar scheidden. Deze indeling in kwartieren zou in de bronstijd steeds duidelijker worden.     
In het droge gebied was grootschalige graanteelt, met name tarwe en gerst, zonder kunstmatige irrigatie nauwelijks mogelijk. Onder de gedomesticeerde soorten domineerden schapen en geiten, terwijl runderen minder belangrijk waren. Er werden ook varkens gehouden, maar hun aantal was klein. Wilde dieren zoals gazellen, wilde paarden, herten, wilde zwijnen en hazen besloegen slechts ongeveer 10% van de vraag naar vlees. Ook de kamel kon al aangetoond worden. 
Paleoantropologische overblijfselen uit de kopertijd zijn gevonden bij Göksüýri aan de rechteroever van de Tejen en Karadepe in het centrum van de Kopet Dag. Ze tonen een meerderheid van vroege Anatolische landbouwersafkomst, naast een belangrijk deel vroege Iraanse landbouwers. Het aandeel van de oorspronkelijke mesolitische oud Noord-Euraziatische bevolking nam verder af.

## Bronstijd

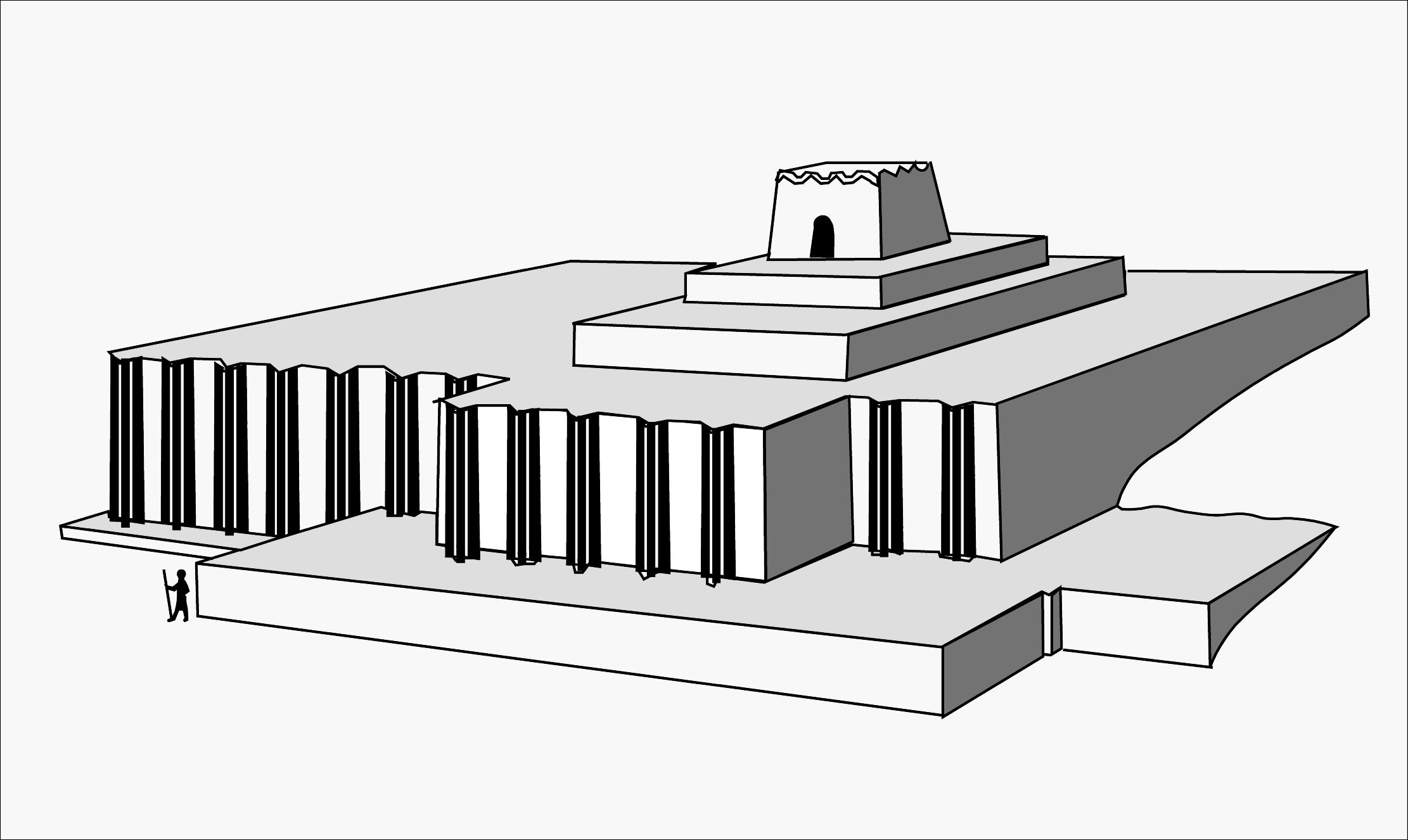
reconstructie van de tempel van Altyndepe

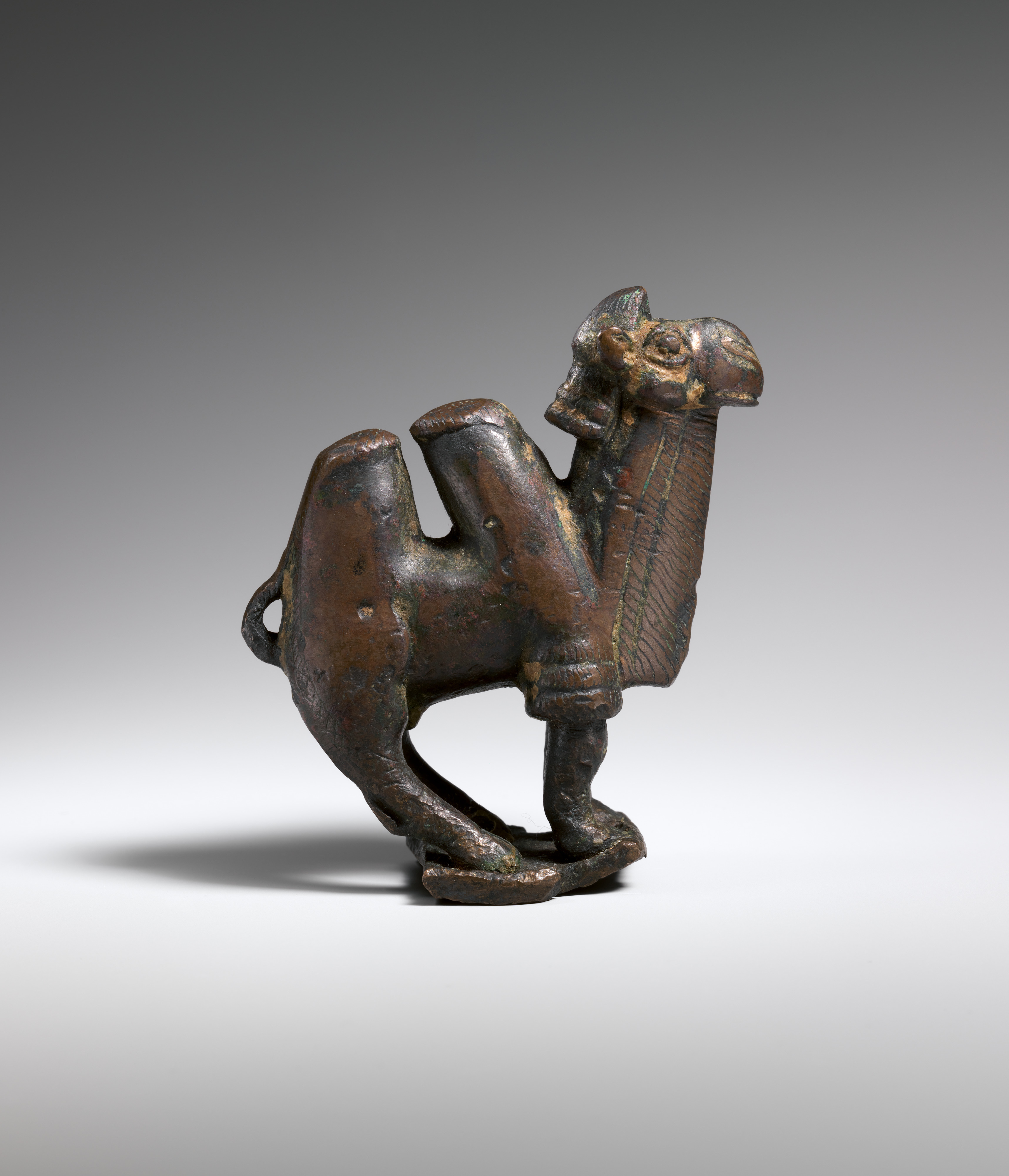
beeldje van een kameel - Archeologisch complex Bactrië-Margiana, hoogte: 8,89 cm, koperlegering, eind 3e/begin 2e Millennium v. Chr., Metropolitan Museum of Art

De bronstijd zag de aankomst van Indo-Iraanse volkeren in Centraal-Azië, vertegenwoordigd door het Andronovocomplex. In Zuid-Turkmenistan ontwikkelden zich na verdere verdroging van het klimaat een oasencultuur, bekend als het Archeologisch complex Bactrië-Margiana. 
Namazga IV (1e helft tot midden 3e millennium v. Chr.) dateert al uit de vroege bronstijd. In Altyndepe, een van de belangrijkste nederzettingen in het zuiden van Turkmenistan, werden huizencomplexen gebouwd, waarbij de blokken door straten van elkaar gescheiden waren. Ze waren omgeven door versterkingen met poorten. Later, in de Namazga IV- fase, werden ze stedelijke centra. In de maatschappij bestond al een sterke arbeidsverdeling en een groot deel van het aardewerk werd geproduceerd op de sneldraaiende pottenbakkersschijf. Specialisten verwerkten tin, arseen en bronslegeringen. 
Buiten het zuiden van Turkmenistan verspreidden de nederzettingstypen van de stadia Namazga III en IV zich alleen oostwaarts, zoals naar Sarazm in het noordwesten van Tadzjikistan. Ten noorden van dit gebied handhaafden zich subneolithische culturen, zoals de Hisorcultuur in Tadzjikistan. Het is aangetoond dat het zuiden van Turkmenistan door communicatienetwerken verbonden was met de Iraanse hooglanden, het oosten van Mesopotamië en de noordwestelijke Indusvallei. Het zuiden van Turkmenistan vertegenwoordigde een perifeer gebied aan de rand van West-Azië dat zich slechts licht naar het noorden kon uitbreiden.  
Tijdens de bronstijd nam de hiërarchie in de samenleving verder toe. In de midden-bronstijd, rond 2000 v. Chr., waren er in Namazga V stedelijke centra, openbare gebouwen en eigen ambachtswijken. Er is echter geen bewijs van openbaar bestuur, zoals in Sumer. 

### Archeologisch complex Bactrië-Margiana
Het archeologisch complex Bactrië-Margiana of kortweg Oxuscultuur, gedateerd op ca. 2300-1700 v.Chr., was gecentreerd op de bovenloop van de rivier de Amu Darja (Oxus) in het huidige Turkmenistan, Noord-Afghanistan, Zuid-Oezbekistan en West-Tadzjikistan.

### Indo-Iraanse verovering
De Andronovocultuur is een verzamelnaam voor een aantal culturen uit de bronstijd in Zuid-Siberië en Centraal-Azië tussen ongeveer 2300 v.Chr. en 1000 v.Chr. Deze cultuur van nomadische Indo-Iraanse volkeren spreidde zich uit naar het zuiden en vormde uiteindelijk het heersende element van Chorasmië en Chorasan.